# Thoßfell
Thoßfell ist ein Ortsteil der Gemeinde Neuensalz im Vogtlandkreis (Freistaat Sachsen). Er wurde am 1. Januar 1994 eingemeindet.

## Geographie

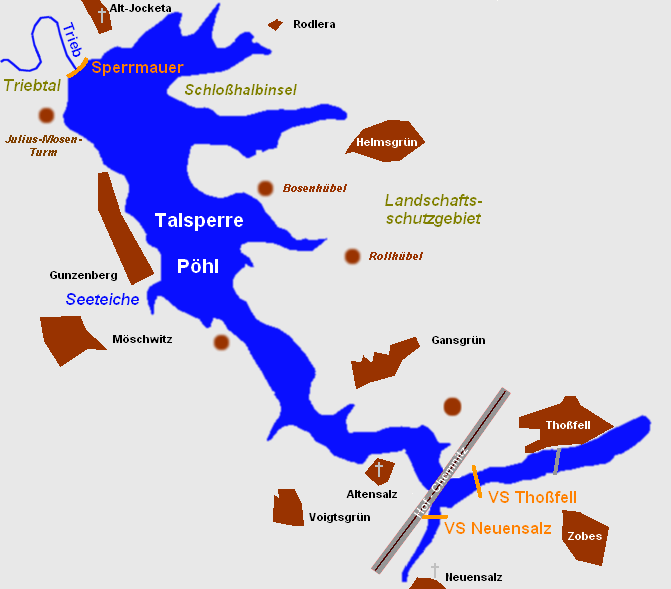
Lage von Thoßfell an der Talsperre Pöhl

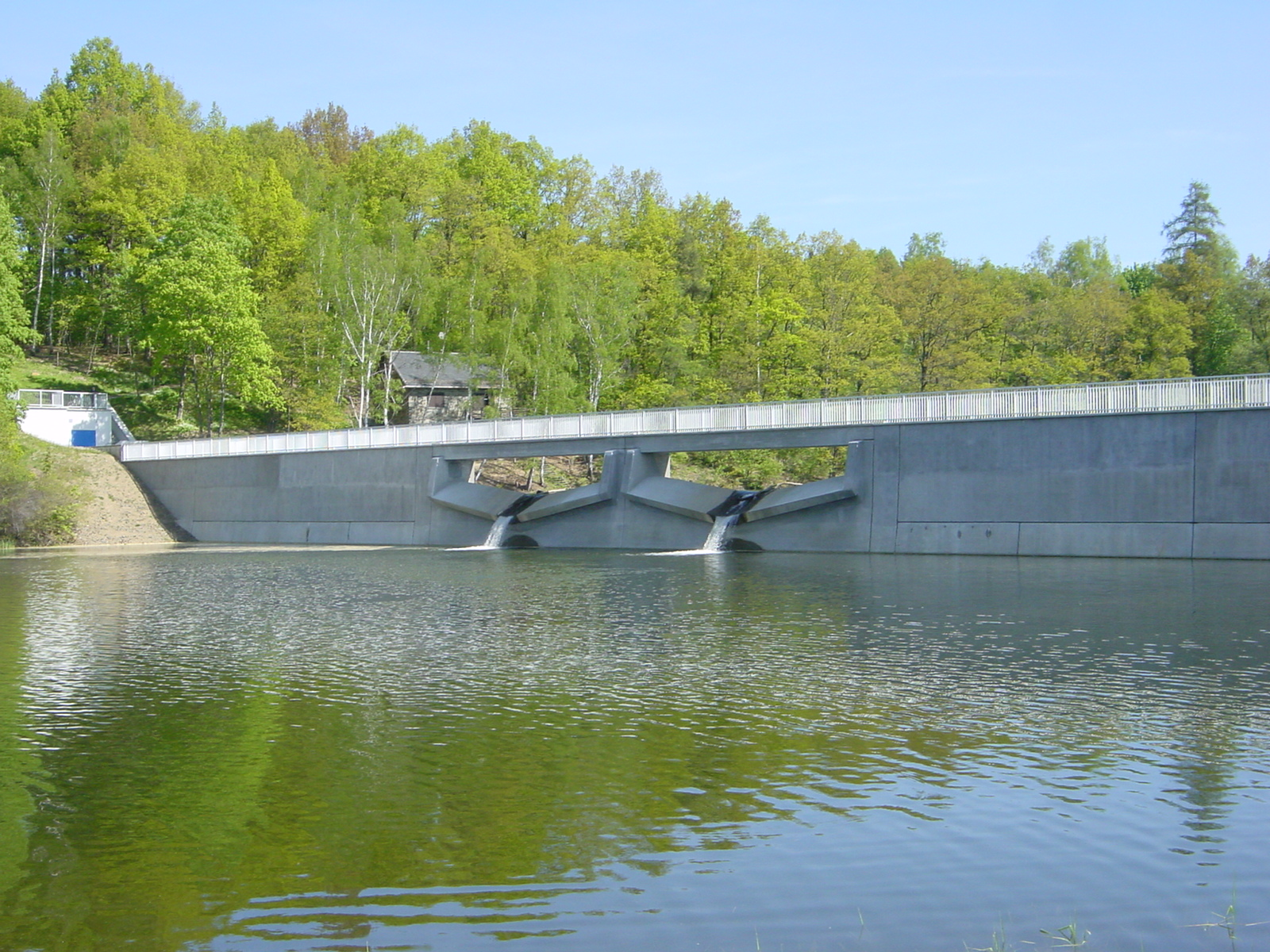
Thoßfell Vorsperre

### Lage
Thoßfell liegt nordöstlich von Neuensalz im Zentrum des Naturraumes Vogtland im sächsischen Teil des historischen Vogtlands. Südlich von Thoßfell wird die Trieb zur Vorsperre Thoßfell der Talsperre Pöhl gestaut.

### Nachbarorte
| Helmsgrün | Herlasgrün                                  | Gospersgrün |
| Gansgrün  | Kompassrose, die auf Nachbargemeinden zeigt | Wetzelsgrün |
| Altensalz | Neuensalz                                   | Zobes       |

## Geschichte
Das Straßenangerdorf Thoßfell wurde im Jahr 1294 erstmals urkundlich durch einen „Henricus de Thossenvelle“ in Verbindung mit einem Herrensitz erwähnt. Der Ortsname lässt sich als Ort am Feld eines Schlosses deuten. Der Herrensitz kam 1506 an Kunz von Hermsgrün und wurde 1577 urkundlich als Rittergut erwähnt.
Im Jahre 1599 kaufte Hans Caspar von Schönfels (* 1569 zu Ruppertsgrün, + 8. März 1616 zu Thossfell) das Rittergut Thossfell von Ernst von Tettau. Neben 750 Gulden in bar gab er ihm das Gut Steinpleis für 7.859 Gulden in Zahlung. 1661 erwarb der Sohn Hans Caspars, Wolf Joachim von Schönfels (* 1599, + 29. Mai 1672 zu Thossfell) das Rittergut Zobes von seinem Schwager Heinrich von Bünau.
Später erbte Carl Siegmund von Schönfels (* 4. November 1639 zu Thossfell, + 16. Mai 1703 zu Hof) den unteren Teil, nachdem der jüngere Sohn Joachim Friedrich von Schönfels (* 6. November zu Thossfell, + 15. Januar 1704 zu Thossfell) aufgrund seines Wahlrechtes den oberen Teil von Thossfell gewählt hatte. Joachim Friedrich verkaufte 1697 das Rittergut Zobes an Carl von Carlowitz.
Johann Christian von Schönfels (* 22. März 1674 zu Röttis, + nach 1728) verkaufte, nachdem er schon das Rittergut Weissenbrunn und das Rittergut Moschwitz verkauft hatte, 1723 auch die Herrschaft Thossfell für 18.000 Gulden an den Obrist-Leutnant Casimir Gottfried von Beust auf Neuensalz.
Dessen Familie blieb bis 1846 im Besitz des Ritterguts. In deren Zeit fiel der Bau des Herrenhauses im Jahr 1777, welches später an den Freiherrn von Hausen veräußert wurde. Unter dem Freiherrn von Hausen wurden vermutlich die beiden im 18. Jahrhundert nebeneinander bestehenden Rittergüter wieder vereinigt, da zwei Jahre nach dem Kauf nur noch ein Rittergut schriftlich erwähnt wurde. Das Rittergut ging im Jahr 1901 an Louis Ferdinand Schönherr und 1919 an Kurt Klötzer, der im folgenden Jahr Umbauten am Herrenhaus vornehmen ließ.

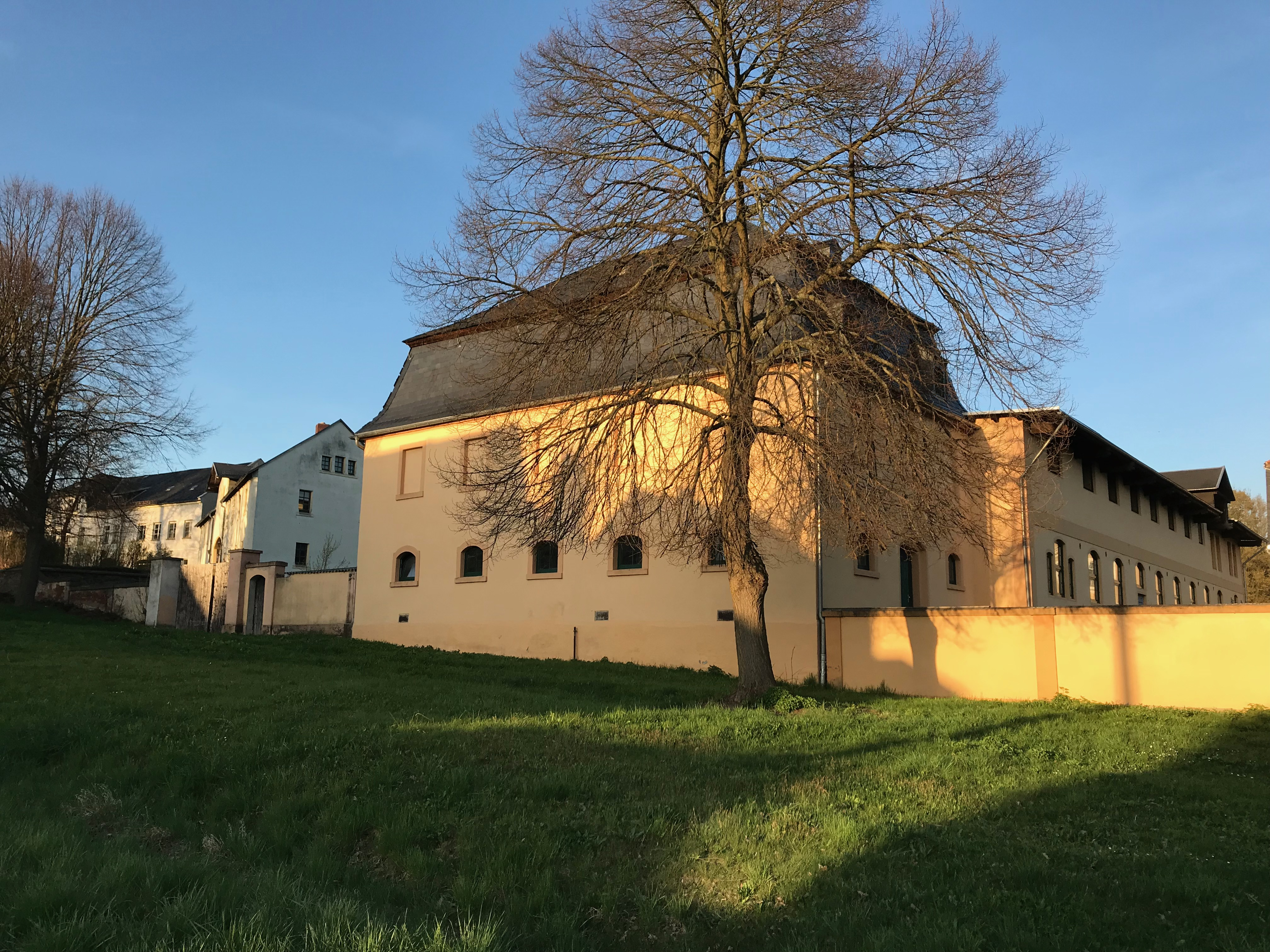
Rittergut Thoßfell, linker Flügel
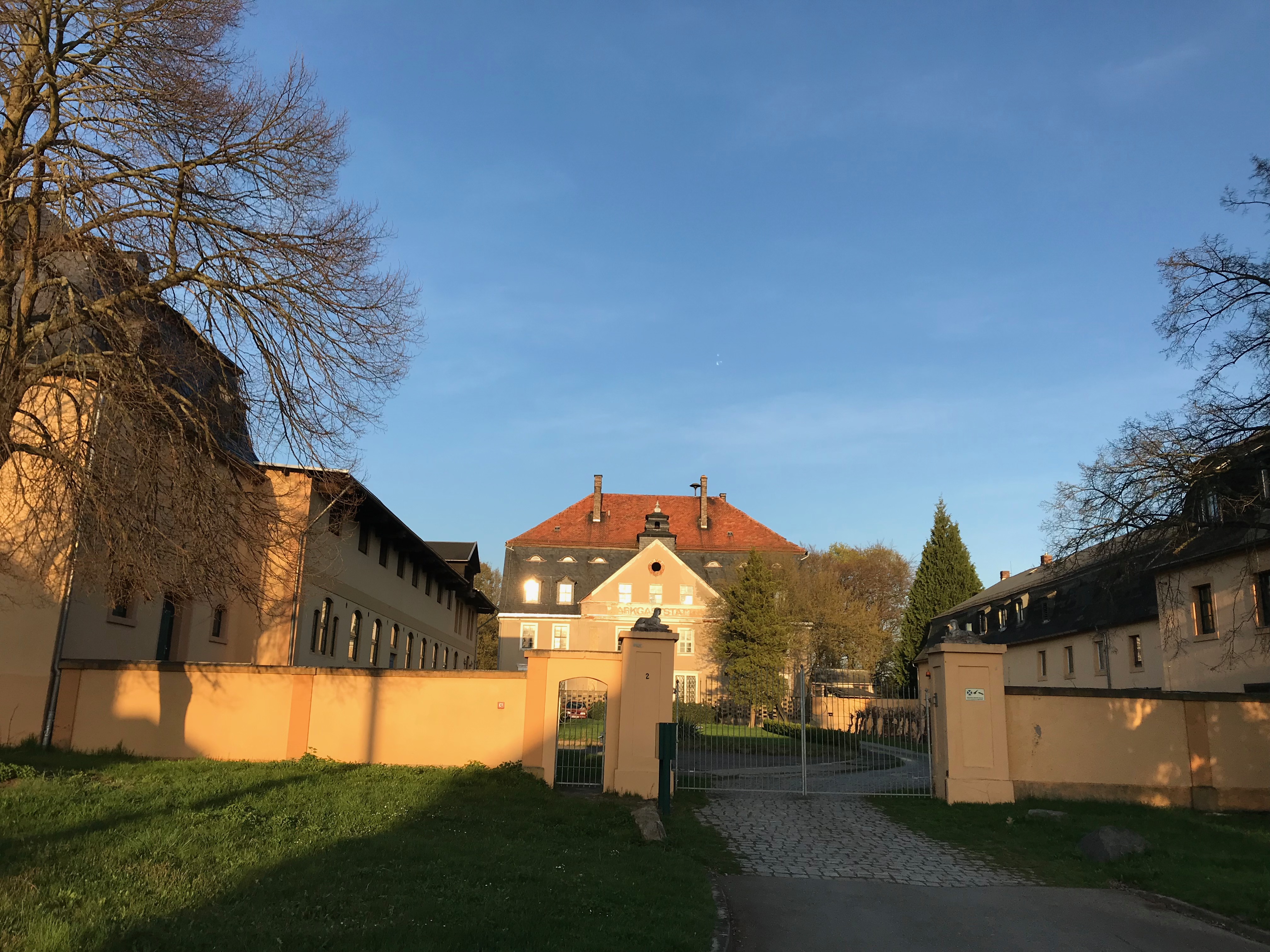
Rittergut Thoßfell (2018)
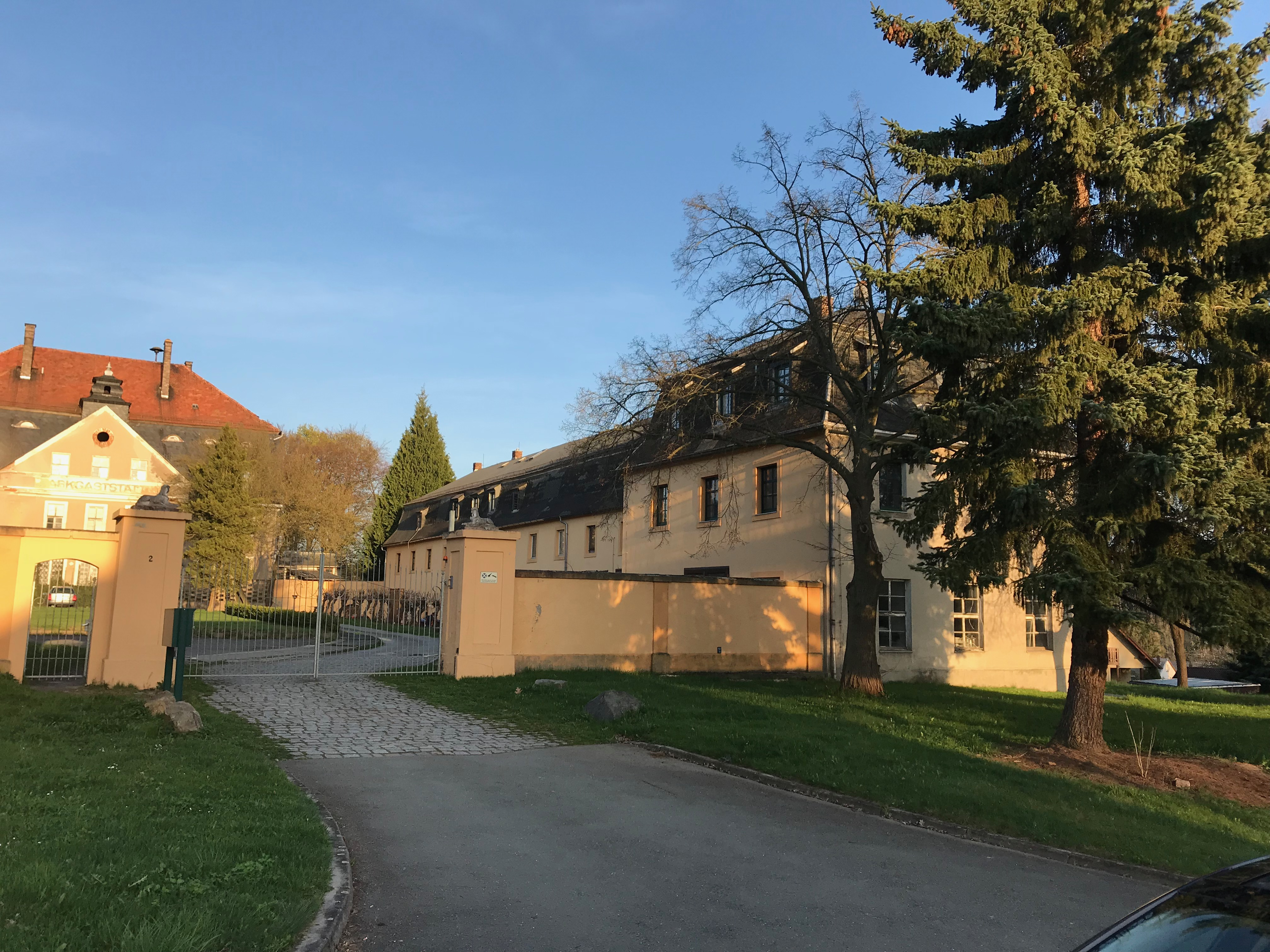
Rittergut Thoßfell, rechter Flügel

Die Grundherrschaft über Thoßfell lag bis ins 19. Jahrhundert anteilig beim Rittergut Thoßfell, der andere Teil unterstand als Amtsdorf direkt dem kursächsischen Amt Plauen. Thoßfell lag bis 1856 im kursächsischen bzw. königlich-sächsischen Amt Plauen. 1856 wurde der Ort dem Gerichtsamt Plauen und 1875 der Amtshauptmannschaft Plauen angegliedert. Am 1. Juni 1886 eröffnete nordöstlich des Orts auf Gospersgrüner Flur die Station Thoßfell an der Bahnstrecke Herlasgrün–Oelsnitz. Da sie auf den Ländereien des Thoßfeller Rittergutsbesitzers lag, erhielt sie den Namen Thoßfell, obwohl die Gemeinde Gospersgrün wesentlich näher lag. Die Station wurde im Jahr 1999 komplett aufgelassen. Im Jahr 1878 wurde das neue Schulgebäude von Thoßfell eröffnet.
Im Zuge der Bodenreform in der Sowjetischen Besatzungszone wurde der Rittergutsbesitzer Kurt Klötzer im Jahr 1945 enteignet. Das Herrenhaus diente ab 1965 als Kinder- und Betriebsferienheim sowie als Gaststätte. Durch die zweite Kreisreform in der DDR kam die Gemeinde Thoßfell im Jahr 1952 zum Kreis Plauen-Land im Bezirk Chemnitz (1953 in Bezirk Karl-Marx-Stadt umbenannt), der ab 1990 als sächsischer „Landkreis Plauen“ fortgeführt wurde und 1996 im Vogtlandkreis aufging. Zwischen 1958 und 1964 entstand im Zuge des Baus der Talsperre Pöhl die Vorsperre Thoßfell südlich des Orts. 1963 entstand das Oberschulkombinat Neuensalz–Thoßfell, aus dem 1980 die Polytechnische Oberschule Thoßfell hervorging. Diese bezog 1981 das neue Schulgebäude in Plattenbauweise. Am 1. April 1974 wurde Gansgrün nach Thoßfell eingemeindet.
Am 1. Januar 1994 erfolgte die Eingemeindung der Gemeinde Thoßfell mit Gansgrün nach Neuensalz. Im gleichen Jahr wurde der Schulverband „Treuener Land“ gegründet. Bereits 1993 erfolgte die Sanierung der alten Schule und die Einrichtung einer modernen Grundschule. Die Mittelschule Thoßfell wurde 1999 in das Gebäude des ehemaligen Gymnasiums Treuen umgesetzt. Seit 2011 trägt die Grundschule den Namen „Talsperrenschule Thoßfell“. Das Herrenhaus des einstigen Ritterguts Thoßfell steht seit 1998 leer.

## Bildung

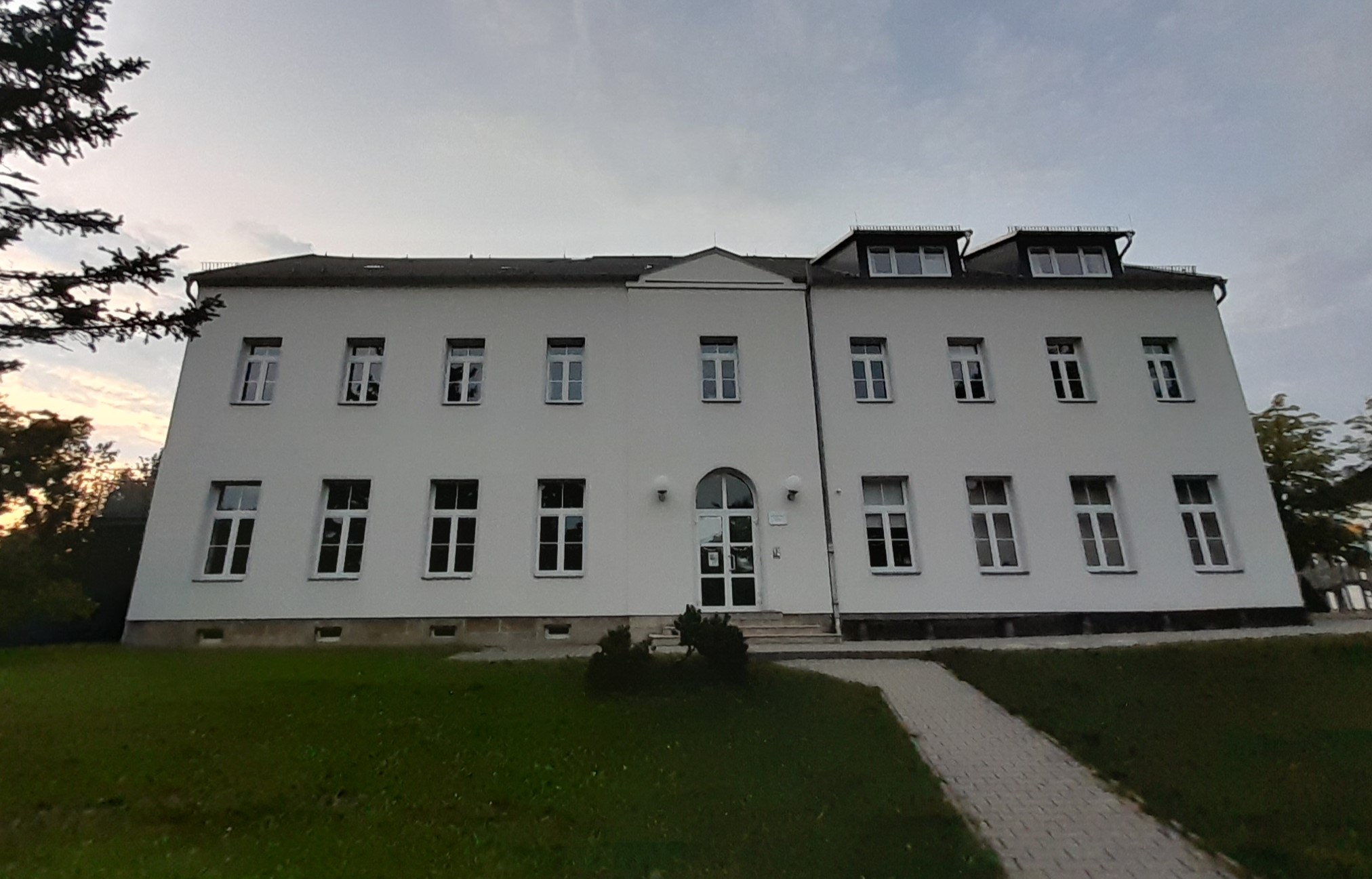
Talsperrenschule Thoßfell

- Talsperrenschule Thoßfell (Grundschule)[9]

## Verkehr

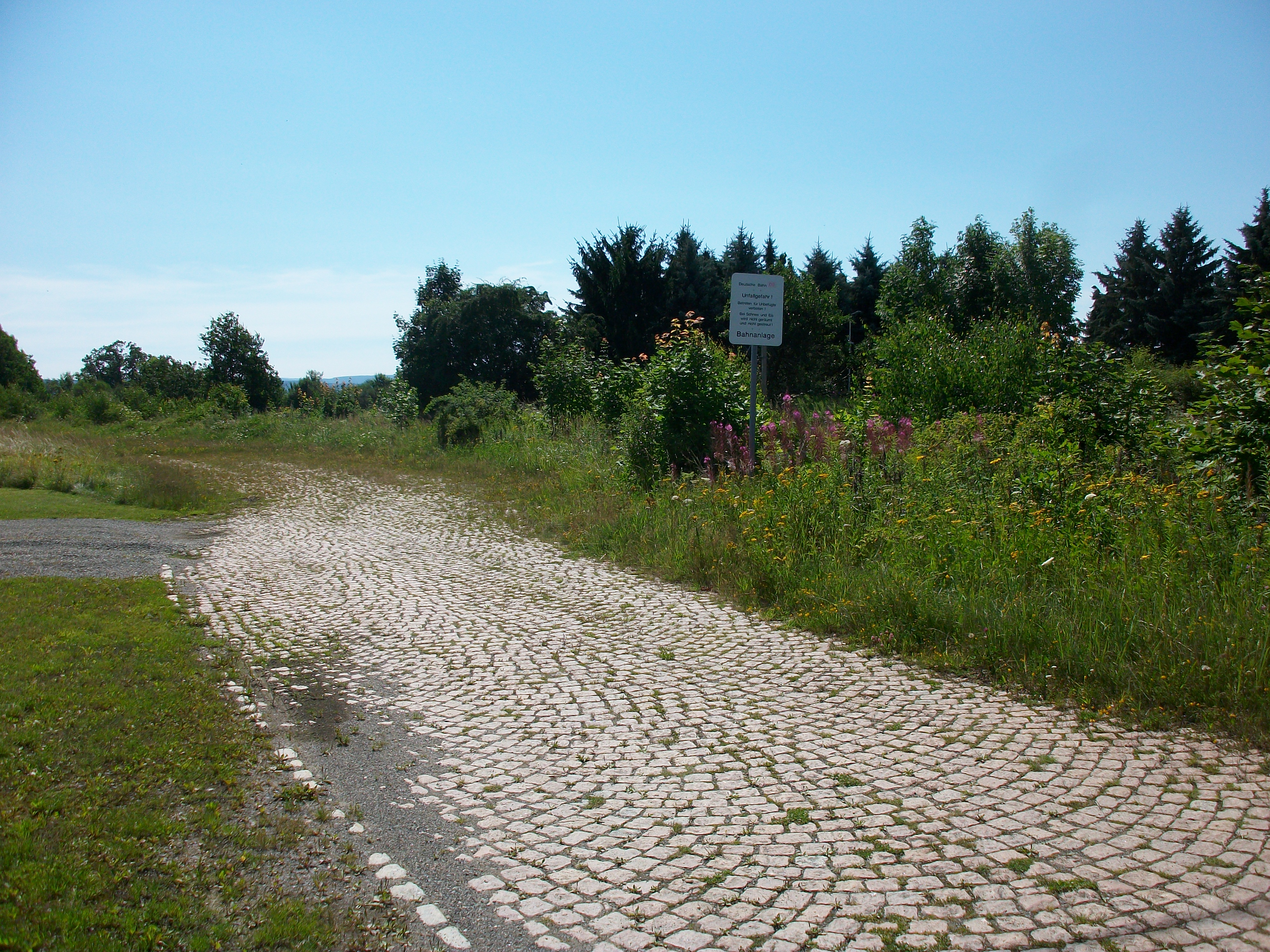
Ehemaliger Haltepunkt Thoßfell nordwestlich von Gospersgrün (2017)

Durch die Ortsflur verlaufen die Bundesautobahn 72 und die Bundesstraße 173. Die A72 überquert südwestlich des Orts die Talsperre Pöhl über die Talbrücke Pöhl. Südlich von Thoßfell wird die Vorsperre Thoßfell von der Brücke der B173 überspannt. Die Bahnstrecke Herlasgrün–Falkenstein verläuft nördlich von Thoßfell. An dieser befand sich auf Gospersgrüner Flur der Haltepunkt Thoßfell, der am 1. Juni 1886 eröffnet wurde. Der unbesetzte Haltepunkt wurde 1999 komplett aufgelassen.
Der Ort wird im vertakteten ÖPNV des Verkehrsverbunds Vogtland von mehreren Buslinien bedient. Die zweistündliche TaktBus-Linie 63 verbindet Thoßfell mit Neuensalz, Plauen, Treuen und Lengenfeld. Die RufBus-Linie 74 führt nach Jocketa, in der Sommersaison verkehrt sie als feste Linie ohne Voranmeldung rund um die Talsperre Pöhl.